# Supercopa da UEFA
A Supertaça da UEFA (português europeu) ou Supercopa da UEFA (português brasileiro) (anteriormente conhecida como Supertaça Europeia (português europeu) ou Supercopa Europeia (português brasileiro)) é a terceira competição mais importante de futebol da Europa, que se realiza anualmente entre as equipes vencedoras da primeira e da segunda competições mais importantes da Europa ao nível de clubes, respectivamente a Liga dos Campeões da UEFA e a Liga Europa da UEFA.
A competição realiza-se no início das temporadas nacionais, em agosto e tem o status de abertura oficial da temporada europeia para os clubes, mesmo com campeonatos e outros certames já iniciados.
Antigamente era disputada entre os vencedores da Liga dos Campeões da UEFA e os vencedores da Taça das Taças, porém esta deixou de ser realizada em 1999, sendo substituída pela Taça UEFA (atual Liga Europa da UEFA).
Esta competição teve sua edição inaugural em 1973. No entanto, em 1972, a Centenary Rangers FC, uma celebração do centenário do Rangers, reuniu o Ajax, campeão da Liga dos Campeões e o próprio Rangers, vencedor da Taça dos Clubes Vencedores de Taças de 1971-72. Este jogo comemorativo é considerado por muitos como a primeira edição da Supercopa, por colocar frente a frente, os dois vencedores europeus da mesma temporada. Como o Rangers estava cumprindo uma suspensão de um ano imposta pela UEFA pelo mau comportamento de seus torcedores, a entidade não oficializou tal edição.
A partir de edição de 2013, a UEFA definiu que a disputa seria realizada em sedes escolhidas previamente, sendo que em 2013 a competição foi realizada em Praga, na República Tcheca, em 2014 foi em Cardiff, no País de Gales, em 2015 foi em Tbilisi, na Geórgia, em 2016 foi em Trondheim, na Noruega, em 2017 foi sediada em Skopje, na Macedônia, em 2018 foi realizada em Tallinn, na Estônia, em 2019 foi realizada em Istambul, na Turquia, em 2020 foi realizada em Budapeste, na Hungria, em 2021 foi realizada em Belfast, na Irlanda do Norte, em 2022 foi realizada em Helsinque, na Finlândia, em 2023 foi realizada em Pireu, na Grécia, em 2024 foi realizada em Varsóvia, na Polônia e em 2025 em Udine na Itália.

## Campeões
| Ano           | Final | Final | Final | Sede(s) e data(s)                                                                                                |
| Ano           | Campeão | Placar(es) | Vice-campeão | Sede(s) e data(s)                                                                                                |
| ------------- | --- | --- | --- | --- |
| 1973 Detalhes | Ajax Campeão da Liga dos Campeões 1973                                                                           | 0 – 1 6 – 0 | Milan Campeão da Recopa Europeia 1973                                                                            | San Siro, Milão, (9 de janeiro de 1974) Olímpico de Amsterdã, Amsterdã, (16 de janeiro de 1974)                  |
| 1974          | Partida não realizada entre Bayern de Munique e Magdeburg devido a falta de datas.                               | Partida não realizada entre Bayern de Munique e Magdeburg devido a falta de datas.                               | Partida não realizada entre Bayern de Munique e Magdeburg devido a falta de datas.                               | Partida não realizada entre Bayern de Munique e Magdeburg devido a falta de datas.                               |
| 1975 Detalhes | Dínamo de Kiev Campeão da Recopa Europeia 1975                                                                   | 1 – 0 2 – 0 | Bayern de Munique Campeão da Liga dos Campeões 1975                                                              | Olímpico de Munique, Munique, (9 de setembro de 1975) Olímpico de Kiev, Kiev, (6 de outubro de 1975)             |
| 1976 Detalhes | Anderlecht Campeão da Recopa Europeia 1976                                                                       | 1 – 2 4 – 1 | Bayern de Munique Campeão da Liga dos Campeões 1976                                                              | Olímpico de Munique, Munique, (17 de agosto de 1976) Parc Astrid, Bruxelas, (30 de agosto de 1976)               |
| 1977 Detalhes | Liverpool Campeão da Liga dos Campeões 1977                                                                      | 1 – 1 6 – 0 | Hamburgo Campeão da Recopa Europeia 1977                                                                         | Volksparkstadion, Hamburgo, (22 de novembro de 1977) Anfield, Liverpool, (6 de dezembro de 1977)                 |
| 1978 Detalhes | Anderlecht Campeão da Recopa Europeia 1978                                                                       | 3 – 1 1 – 2 | Liverpool Campeão da Liga dos Campeões 1978                                                                      | Émile Versé, Bruxelas, (4 de dezembro de 1978) Anfield, Liverpool, (19 de dezembro de 1978)                      |
| 1979 Detalhes | Nottingham Forest Campeão da Liga dos Campeões 1979                                                              | 1 – 0 1 – 1 | Barcelona Campeão da Recopa Europeia 1979                                                                        | City Ground, Nottingham, (30 de janeiro de 1980) Camp Nou, Barcelona, (5 de fevereiro de 1980)                   |
| 1980 Detalhes | Valencia Campeão da Recopa Europeia 1980                                                                         | 1 – 2 1 – 0 | Nottingham Forest Campeão da Liga dos Campeões 1980                                                              | City Ground, Nottingham, (25 de novembro de 1980) Luis Casanova, Valência, (17 de dezembro de 1980)              |
| 1981          | Partida não realizada entre Liverpool e Dínamo Tbilisi devido a falta de datas.                                  | Partida não realizada entre Liverpool e Dínamo Tbilisi devido a falta de datas.                                  | Partida não realizada entre Liverpool e Dínamo Tbilisi devido a falta de datas.                                  | Partida não realizada entre Liverpool e Dínamo Tbilisi devido a falta de datas.                                  |
| 1982 Detalhes | Aston Villa Campeão da Liga dos Campeões 1982                                                                    | 0 – 1 3 – 0 | Barcelona Campeão da Recopa Europeia 1982                                                                        | Camp Nou, Barcelona, (19 de janeiro de 1983) Villa Park, Birmingham, (26 de janeiro de 1983)                     |
| 1983 Detalhes | Aberdeen Campeão da Recopa Europeia 1983                                                                         | 0 – 0 2 – 0 | Hamburgo Campeão da Liga dos Campeões 1983                                                                       | Volksparkstadion, Hamburgo, (22 de novembro de 1983) Pittodrie Stadium, Aberdeen, (20 de dezembro de 1983)       |
| 1984 Detalhes | Juventus Campeão da Recopa Europeia 1984                                                                         | 2 – 0 | Liverpool Campeão da Liga dos Campeões 1984                                                                      | Stadio Comunale, Turim, (16 de janeiro de 1985)                                                                  |
| 1985          | Partida não realizada entre Juventus e Everton devido a suspensão dos clubes ingleses das competições europeias. | Partida não realizada entre Juventus e Everton devido a suspensão dos clubes ingleses das competições europeias. | Partida não realizada entre Juventus e Everton devido a suspensão dos clubes ingleses das competições europeias. | Partida não realizada entre Juventus e Everton devido a suspensão dos clubes ingleses das competições europeias. |
| 1986 Detalhes | Steaua București Campeão da Liga dos Campeões 1986                                                               | 1 – 0 | Dínamo de Kiev Campeão da Recopa Europeia 1986                                                                   | Stade Louis II, Fontvieille, (24 de fevereiro de 1987)                                                           |
| 1987 Detalhes | Porto Campeão da Liga dos Campeões 1987                                                                          | 1 – 0 | Ajax Campeão da Recopa Europeia 1987                                                                             | Olímpico de Amsterdã, Amsterdã, (21 de novembro de 1987) Estádio das Antas, Porto, (13 de janeiro de 1988)       |
| 1988 Detalhes | KV Mechelen Campeão da Recopa Europeia 1988                                                                      | 3 – 0 0 – 1 | PSV Eindhoven Campeão da Liga dos Campeões 1988                                                                  | Achter de Kazerne, Mechelen, (1 de fevereiro de 1989) Philips Stadion, Eindhoven, (8 de fevereiro de 1989)       |
| 1989 Detalhes | Milan Campeão da Liga dos Campeões 1989                                                                          | 1 – 1 1 – 0 | Barcelona Campeão da Recopa Europeia 1989                                                                        | Camp Nou, Barcelona, (23 de novembro de 1989) San Siro, Milão, (7 de dezembro de 1989)                           |
| 1990 Detalhes | Milan Campeão da Liga dos Campeões 1990                                                                          | 1 – 1 2 – 0 | Sampdoria Campeão da Recopa Europeia 1990                                                                        | Luigi Ferraris, Génova, (10 de outubro de 1990) Renato Dall'Ara, Bolonha, (29 de novembro de 1990)               |
| 1991 Detalhes | Manchester United Campeão da Recopa Europeia 1991                                                                | 1 – 0 | Estrela Vermelha Campeão da Liga dos Campeões 1991                                                               | Old Trafford, Manchester, (19 de novembro de 1991)                                                               |
| 1992 Detalhes | Barcelona Campeão da Liga dos Campeões 1992                                                                      | 1 – 1 2 – 1 | Werder Bremen Campeão da Recopa Europeia 1992                                                                    | Weserstadion, Bremen, (10 de fevereiro de 1993) Camp Nou, Barcelona, (10 de março de 1993)                       |
| 1993 Detalhes | Parma Campeão da Recopa Europeia 1993                                                                            | 0 – 1 2 – 0 | Milan Vice-Campeão da Liga dos Campeões 1993                                                                     | Ennio Tardini, Parma, (12 de janeiro de 1994) San Siro, Milão, (2 de fevereiro de 1994)                          |
| 1994 Detalhes | Milan Campeão da Liga dos Campeões 1994                                                                          | 0 – 0 2 – 0 | Arsenal Campeão da Recopa Europeia 1994                                                                          | Arsenal Stadium, Londres, (1 de fevereiro de 1995) San Siro, Milão, (8 de fevereiro de 1995)                     |
| 1995 Detalhes | Ajax Campeão da Liga dos Campeões 1995                                                                           | 1 – 1 4 – 0 | Zaragoza Campeão da Recopa Europeia 1995                                                                         | La Romareda, Saragoça, (6 de fevereiro de 1996) Olímpico de Amsterdã, Amsterdã, (28 de fevereiro de 1996)        |
| 1996 Detalhes | Juventus Campeão da Liga dos Campeões 1996                                                                       | 6 – 1 3 – 1 | Paris Saint-Germain Campeão da Recopa Europeia 1996                                                              | Parc des Princes, Paris, (15 de janeiro de 1997) Stadio La Favorita, Palermo, (5 de fevereiro de 1997)           |
| 1997 Detalhes | Barcelona Campeão da Recopa Europeia 1997                                                                        | 2 – 0 1 – 1 | Borussia Dortmund Campeão da Liga dos Campeões 1997                                                              | Camp Nou, Barcelona, (8 de janeiro de 1998) Westfalenstadion, Dortmund, (11 de março de 1998)                    |
| 1998 Detalhes | Chelsea Campeão da Recopa Europeia 1998                                                                          | 1 – 0 | Real Madrid Campeão da Liga dos Campeões 1998                                                                    | Stade Louis II, Fontvieille, (28 de agosto de 1998)                                                              |
| 1999 Detalhes | Lazio Campeão da Recopa Europeia 1999                                                                            | 1 – 0 | Manchester United Campeão da Liga dos Campeões 1999                                                              | Stade Louis II, Fontvieille, (27 de agosto de 1999)                                                              |
| 2000 Detalhes | Galatasaray Campeão da Liga Europa 2000                                                                          | 2 – 1 | Real Madrid Campeão da Liga dos Campeões 2000                                                                    | Stade Louis II, Fontvieille, (25 de agosto de 2000)                                                              |
| 2001 Detalhes | Liverpool Campeão da Liga Europa 2001                                                                            | 3 – 2 | Bayern de Munique Campeão da Liga dos Campeões 2001                                                              | Stade Louis II, Fontvieille, (24 de agosto de 2001)                                                              |
| 2002 Detalhes | Real Madrid Campeão da Liga dos Campeões 2002                                                                    | 3 – 1 | Feyenoord Campeão da Liga Europa 2002                                                                            | Stade Louis II, Fontvieille, (30 de agosto de 2002)                                                              |
| 2003 Detalhes | Milan Campeão da Liga dos Campeões 2003                                                                          | 1 – 0 | Porto Campeão da Liga Europa 2003                                                                                | Stade Louis II, Fontvieille, (29 de agosto de 2003)                                                              |
| 2004 Detalhes | Valencia Campeão da Liga Europa 2004                                                                             | 2 – 1 | Porto Campeão da Liga dos Campeões 2004                                                                          | Stade Louis II, Fontvieille, (27 de agosto de 2004)                                                              |
| 2005 Detalhes | Liverpool Campeão da Liga dos Campeões 2005                                                                      | 3 – 1 | CSKA Moscou Campeão da Liga Europa 2005                                                                          | Stade Louis II, Fontvieille, (26 de agosto de 2005)                                                              |
| 2006 Detalhes | Sevilla Campeão da Liga Europa 2006                                                                              | 3 – 0 | Barcelona Campeão da Liga dos Campeões 2006                                                                      | Stade Louis II, Fontvieille, (25 de agosto de 2006)                                                              |
| 2007 Detalhes | Milan Campeão da Liga dos Campeões 2007                                                                          | 3 – 1 | Sevilla Campeão da Liga Europa 2007                                                                              | Stade Louis II, Fontvieille, (31 de agosto de 2007)                                                              |
| 2008 Detalhes | Zenit São Petersburgo Campeão da Liga Europa 2008                                                                | 2 – 1 | Manchester United Campeão da Liga dos Campeões 2008                                                              | Stade Louis II, Fontvieille, (29 de agosto de 2008)                                                              |
| 2009 Detalhes | Barcelona Campeão da Liga dos Campeões 2009                                                                      | 1 – 0 | Shakhtar Donetsk Campeão da Liga Europa 2009                                                                     | Stade Louis II, Fontvieille, (28 de agosto de 2009)                                                              |
| 2010 Detalhes | Atlético de Madrid Campeão da Liga Europa 2010                                                                   | 2 – 0 | Internazionale Campeão da Liga dos Campeões 2010                                                                 | Stade Louis II, Fontvieille, (27 de agosto de 2010)                                                              |
| 2011 Detalhes | Barcelona Campeão da Liga dos Campeões 2011                                                                      | 2 – 0 | Porto Campeão da Liga Europa 2011                                                                                | Stade Louis II, Fontvieille, (26 de agosto de 2011)                                                              |
| 2012 Detalhes | Atlético de Madrid Campeão da Liga Europa 2012                                                                   | 4 – 1 | Chelsea Campeão da Liga dos Campeões 2012                                                                        | Stade Louis II, Fontvieille, (31 de agosto de 2012)                                                              |
| 2013 Detalhes | Bayern de Munique Campeão da Liga dos Campeões 2013                                                              | 2 – 2 5 – 4 (pen)                                                                                                | Chelsea Campeão da Liga Europa 2013                                                                              | Eden Arena, Praga, (30 de agosto de 2013)                                                                        |
| 2014 Detalhes | Real Madrid Campeão da Liga dos Campeões 2014                                                                    | 2 – 0 | Sevilla Campeão da Liga Europa 2014                                                                              | Cardiff City Stadium, Cardiff, (12 de agosto de 2014)                                                            |
| 2015 Detalhes | Barcelona Campeão da Liga dos Campeões 2015                                                                      | 5 – 4 | Sevilla Campeão da Liga Europa 2015                                                                              | Boris Paichadze, Tiblíssi, (11 de agosto de 2015)                                                                |
| 2016 Detalhes | Real Madrid Campeão da Liga dos Campeões 2016                                                                    | 3 – 2 | Sevilla Campeão da Liga Europa 2016                                                                              | Lerkendal Stadion, Trondheim, (9 de agosto de 2016)                                                              |
| 2017 Detalhes | Real Madrid Campeão da Liga dos Campeões 2017                                                                    | 2 – 1 | Manchester United Campeão da Liga Europa 2017                                                                    | Arena Felipe II, Escópia, (8 de agosto de 2017)                                                                  |
| 2018 Detalhes | Atlético de Madrid Campeão da Liga Europa 2018                                                                   | 4 – 2 | Real Madrid Campeão da Liga dos Campeões 2018                                                                    | A. Le Coq Arena, Tallinn, (15 de agosto de 2018)                                                                 |
| 2019 Detalhes | Liverpool Campeão da Liga dos Campeões 2019                                                                      | 2 – 2 5 – 4 (pen)                                                                                                | Chelsea Campeão da Liga Europa 2019                                                                              | Vodafone Park, Istambul, (14 de agosto de 2019)                                                                  |
| 2020 Detalhes | Bayern de Munique Campeão da Liga dos Campeões 2020                                                              | 2 – 1 | Sevilla Campeão da Liga Europa 2020                                                                              | Puskás Aréna, Budapeste, (24 de setembro de 2020)                                                                |
| 2021 Detalhes | Chelsea Campeão da Liga dos Campeões 2021                                                                        | 1 – 1 6 – 5 (pen)                                                                                                | Villarreal Campeão da Liga Europa 2021                                                                           | Windsor Park, Belfast, (11 de agosto de 2021)                                                                    |
| 2022 Detalhes | Real Madrid Campeão da Liga dos Campeões 2022                                                                    | 2 – 0 | Eintracht Frankfurt Campeão da Liga Europa 2022                                                                  | Estádio Olímpico de Helsinque, Helsínquia, (10 de agosto de 2022)                                                |
| 2023 Detalhes | Manchester City Campeão da Liga dos Campeões 2023                                                                | 1 – 1 5 – 4 (pen)                                                                                                | Sevilla Campeão da Liga Europa 2023                                                                              | Estádio Karaiskakis, Pireu, (16 de agosto de 2023)                                                               |
| 2024 Detalhes | Real Madrid Campeão da Liga dos Campeões 2024                                                                    | 2 – 0 | Atalanta Campeão da Liga Europa 2024                                                                             | Estádio Nacional de Varsóvia, Varsóvia, (14 de agosto de 2024)                                                   |
| 2025 Detalhes | Paris Saint-Germain Campeão da Liga dos Campeões 2025                                                            | 2 – 2 4 – 3 (pen)                                                                                                | Tottenham Campeão da Liga Europa 2025                                                                            | Estádio Friuli, Udine, Itália, (13 de agosto de 2025)                                                            |

### Por clube
| Clubes              | Títulos                                 | Vices                                   |
| ------------------- | --------------------------------------- | --------------------------------------- |
| Real Madrid         | 6 (2002, 2014, 2016, 2017, 2022 e 2024) | 3 (1998, 2000 e 2018)                   |
| Barcelona           | 5 (1992, 1997, 2009, 2011 e 2015)       | 4 (1979, 1982, 1989 e 2006)             |
| Milan               | 5 (1989, 1990, 1994, 2003 e 2007)       | 2 (1973 e 1993)                         |
| Liverpool           | 4 (1977, 2001, 2005 e 2019)             | 2 (1978 e 1984)                         |
| Atlético de Madrid  | 3 (2010, 2012 e 2018)                   | 0                                       |
| Bayern de Munique   | 2 (2013 e 2020)                         | 3 (1975, 1976 e 2001)                   |
| Chelsea             | 2 (1998 e 2021)                         | 3 (2012, 2013 e 2019)                   |
| Ajax                | 2 (1973 e 1995)                         | 1 (1987)                                |
| Anderlecht          | 2 (1976 e 1978)                         | 0                                       |
| Valencia            | 2 (1980 e 2004)                         | 0                                       |
| Juventus            | 2 (1984 e 1996)                         | 0                                       |
| Sevilla             | 1 (2006)                                | 6 (2007, 2014, 2015, 2016, 2020 e 2023) |
| Porto               | 1 (1987)                                | 3 (2003, 2004 e 2011)                   |
| Manchester United   | 1 (1991)                                | 3 (1999, 2008 e 2017)                   |
| Dínamo de Kiev      | 1 (1975)                                | 1 (1986)                                |
| Nottingham Forest   | 1 (1979)                                | 1 (1980)                                |
| Paris Saint-Germain | 1 (2025)                                | 1 (1996)                                |
| Aston Villa         | 1 (1982)                                | 0                                       |
| Aberdeen            | 1 (1983)                                | 0                                       |
| Steaua Bucareste    | 1 (1986)                                | 0                                       |
| KV Mechelen         | 1 (1988)                                | 0                                       |
| Parma               | 1 (1993)                                | 0                                       |
| Lazio               | 1 (1999)                                | 0                                       |
| Galatasaray         | 1 (2000)                                | 0                                       |
| Zenit               | 1 (2008)                                | 0                                       |
| Manchester City     | 1 (2023)                                | 0                                       |
| Hamburgo            | 0                                       | 2 (1977 e 1983)                         |
| PSV Eindhoven       | 0                                       | 1 (1988)                                |
| Sampdoria           | 0                                       | 1 (1990)                                |
| Estrela Vermelha    | 0                                       | 1 (1991)                                |
| Werder Bremen       | 0                                       | 1 (1992)                                |
| Arsenal             | 0                                       | 1 (1994)                                |
| Zaragoza            | 0                                       | 1 (1995)                                |
| Borussia Dortmund   | 0                                       | 1 (1997)                                |
| Feyenoord           | 0                                       | 1 (2002)                                |
| CSKA Moscou         | 0                                       | 1 (2005)                                |
| Shakhtar Donetsk    | 0                                       | 1 (2009)                                |
| Internazionale      | 0                                       | 1 (2010)                                |
| Villarreal          | 0                                       | 1 (2021)                                |
| Eintracht Frankfurt | 0                                       | 1 (2022)                                |
| Atalanta            | 0                                       | 1 (2024)                                |
| Tottenham           | 0                                       | 1 (2025)                                |

### Por país
| Países        | Títulos | Vices | Clubes |
| ------------- | ------- | ----- | ------ |
| Espanha       | 17      | 15    | 7      |
| Inglaterra    | 10      | 10    | 7      |
| Itália        | 9       | 5     | 7      |
| Bélgica       | 3       | 0     | 2      |
| Alemanha      | 2       | 8     | 5      |
| Países Baixos | 2       | 3     | 3      |
| Portugal      | 1       | 3     | 1      |
| Ucrânia       | 1       | 2     | 2      |
| Rússia        | 1       | 1     | 2      |
| França        | 1       | 1     | 1      |
| Roménia       | 1       | 0     | 1      |
| Escócia       | 1       | 0     | 1      |
| Turquia       | 1       | 0     | 1      |
| Sérvia        | 0       | 1     | 1      |

### Por meio de classificação
| Competições               | Títulos | Vices |
| ------------------------- | ------- | ----- |
| Liga dos Campeões da UEFA | 30      | 20    |
| Recopa Europeia           | 12      | 12    |
| Liga Europa da UEFA       | 8       | 18    |